# Kościół Najświętszej Maryi Panny Nieustającej Pomocy w Zdziechowie

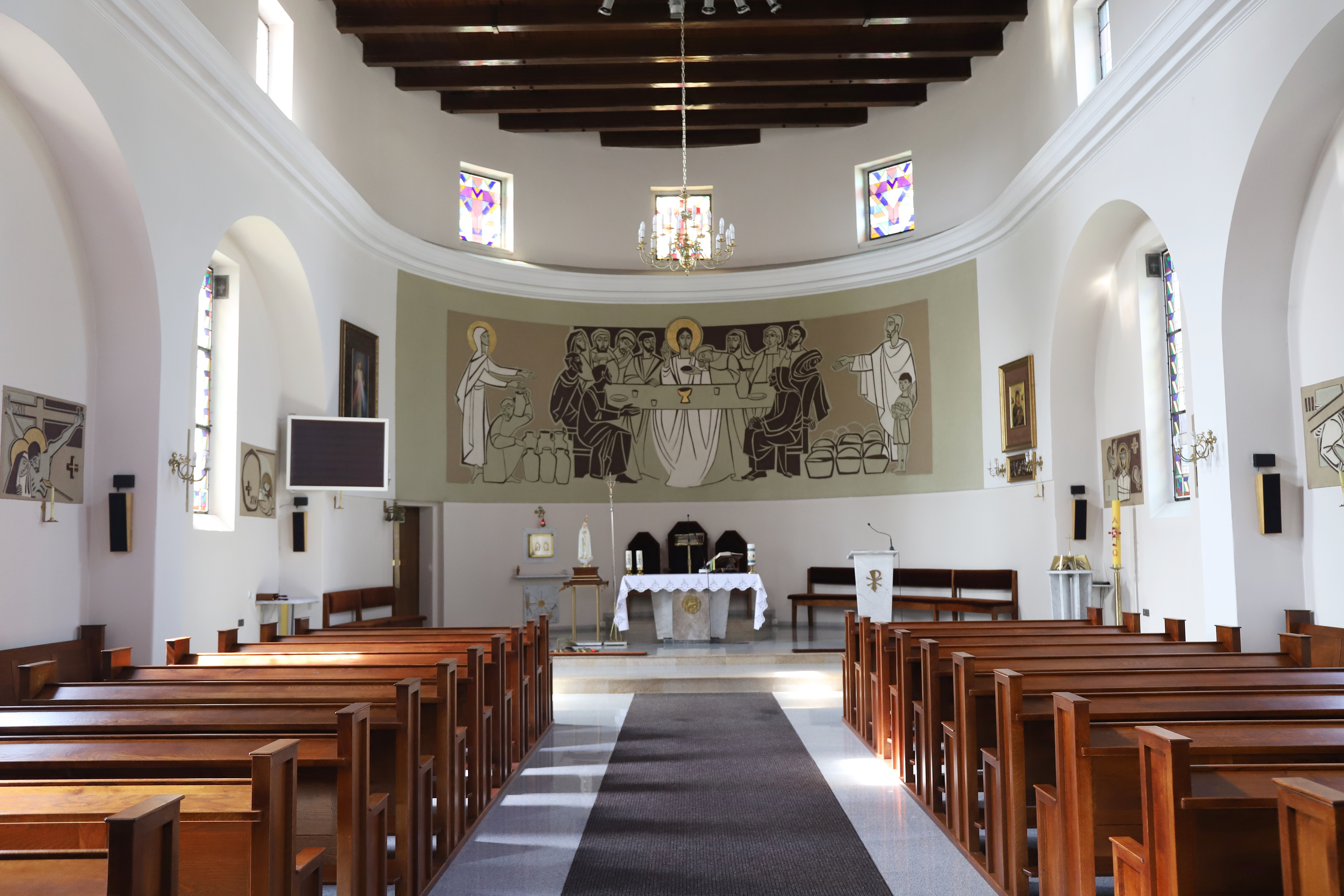
Prezbiterium

Kościół Najświętszej Maryi Panny Nieustającej Pomocy w Zdziechowie – rzymskokatolicki kościół parafialny znajdujący się w podgnieźnieńskiej Zdziechowie. Należy do dekanatu gnieźnieńskiego I archidiecezji gnieźnieńskiej.

## Historia
Świątynia została wybudowana w latach 1937-1939 na ziemi, którą ofiarował Niemiec Wendorff. Wzniesiono ją jako wotum za zwycięstwo w powstaniu wielkopolskim i odzyskanie niepodległości. Projektantem budowli został poznański architekt Stefan Cybichowski. W czerwcu 1938 roku, gdy trwała jeszcze budowa kościoła, sufragan gnieźnieński, ksiądz Antoni Laubitz wmurował w jego wznoszące się mury kamień węgielny. W dniu 2 lipca 1939 roku ksiądz Mateusz Zabłocki, proboszcz gnieźnieńskiej parafii farnej pw. Świętej Trójcy uroczyście go poświęcił. Witraże w świątyni zostały ofiarowane przez gnieźnian. Zostały zaprojektowane przez J. Śliwińskiego, a powstały w krakowskim zakładzie S. G. Żeleńskiego. Podczas okupacji hitlerowskiej budowla była używana jako magazyn. W 1945 roku została włączona do parafii archikatedralnej przez księdza kardynała Augusta Hlonda (wcześniej należała do parafii farnej). W dniu 1 lutego 1957 roku ksiądz kardynał Stefan Wyszyński erygował samodzielną parafię pod wezwaniem Najświętszej Maryi Panny Nieustającej Pomocy. Pierwszym proboszczem został mianowany ksiądz Jan Krzyślak. W dniu 2 czerwca 1977 roku, po zakończeniu prac remontowych, ten sam kardynał konsekrował kościół.